# Lu Jiuyuan

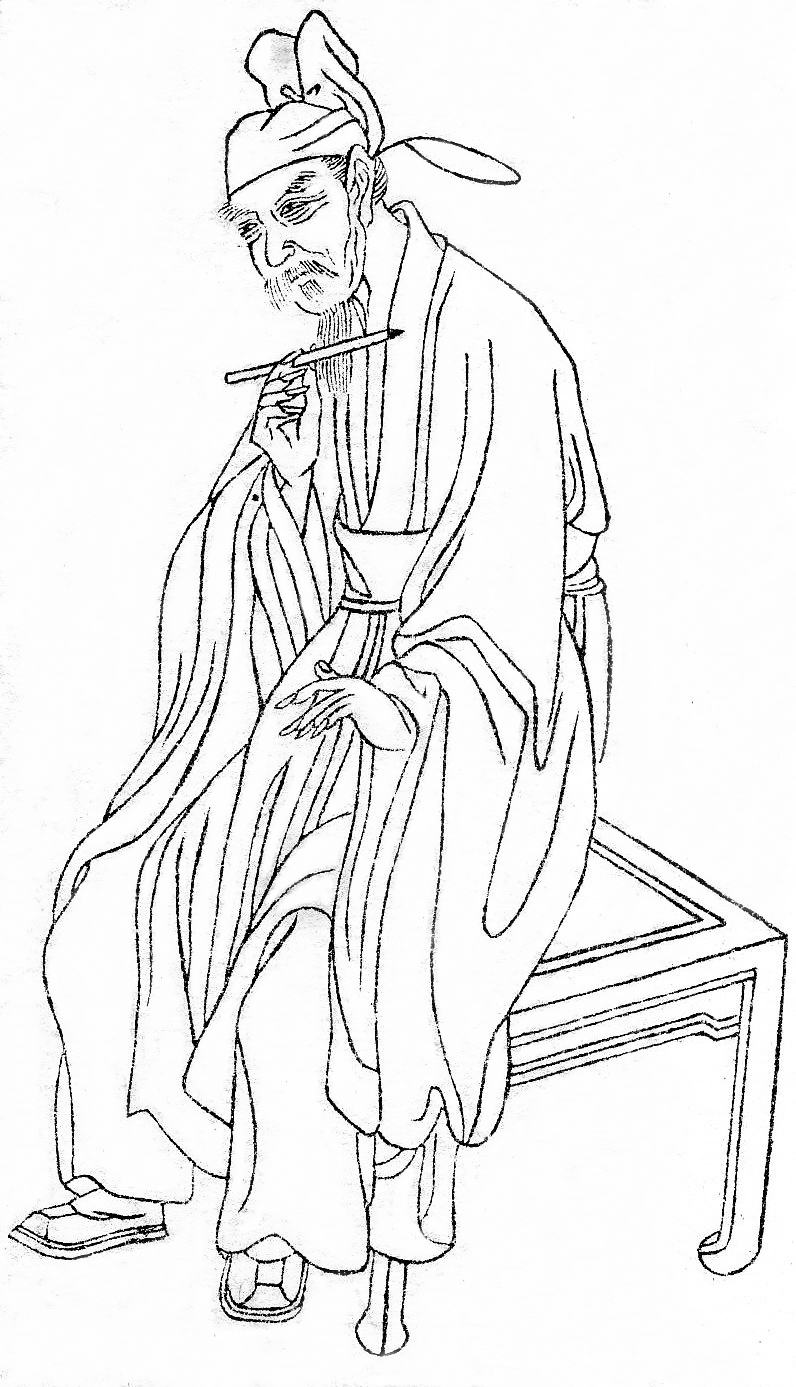
Lu Jiuyuan (Lu Xiangshan)

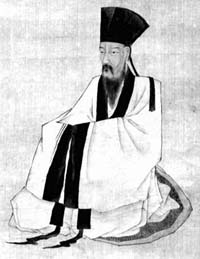
Wang Yangming (Wang Shouren)

Lu Jiuyuan (chinesisch 陸九淵 / 陆九渊, Pinyin Lù Jiǔyuān, W.-G. Lu Chiu-yüan; geboren 1139; gestorben 1193), auch Lu Xiangshan (陆象山,  Lù Xiàngshān,  Lu Hsiang-shan), war ein bedeutender neokonfuzianischer Philosoph der Zeit der Südlichen Song-Dynastie. Er war der Begründer der Schule des Geistes (心學 / 心学,  xīnxué).

## Leben
Den Geist betrachtete er als den Ursprung der Welt. Er sagte: „Das Universum ist mein Geist, und mein Geist ist das Universum.“
Seine später von dem Philosophen Wang Yangming (1472–1529; auch Wang Shouren) in der Zeit der Ming-Dynastie entwickelte idealistische Richtung des Neokonfuzianismus (Lu-Wang-Schule) wurde eine der „dominierenden philosophischen Lehren Chinas und Japans“.
Ein von Philip J. Ivanhoe herausgegebener Sammelband mit Schriften der Lu-Wang-Schule enthält ausgewählte Übersetzungen aus Lus Schriften, von Wang Yangming (Wang Shouren) und des  Plattform-Sutras des Sechsten Dharma-Vorfahren (六祖坛经,  Liùzǔ tánjīng), eines Werkes, welches das neokonfuzianische Denken tiefgreifend beeinflusste.
Die „Unterschiede und Gemeinsamkeiten“ zwischen den Philosophen Zhu Xi (1130–1200) und Lu Xiangshan (Lu Jiuyuan) werden im Chinesischen unter der Rubrik Zhu-Lu yitong (朱陸異同 / 吾心) diskutiert. Die Cheng-Zhu-Schule steht in Opposition zur Lu-Wang-Schule.
Eine von Yang Jian (1140–1226) stammende Biographie Lus ist in der Ausgabe seiner Sämtlichen Werke (Xiangshan xiansheng quanji) enthalten.